# مارینا ۱۰۱
مارینا ۱۰۱ (انگلیسی: Marina 101) آسمان‌خراشی در دبی مارینا در امارات متحده عربی است. این ساختمان به طور رسمی در سال ۲۰۱۶ افتتاح شد اما در حقیقت در اواخر ۲۰۱۷ تکمیل ساخت شد.